# 오복
오복(五福)은 다섯 가지 복을 뜻하는 단어로 중국 고전 《서경》의 〈홍범편〉에서 나온다. 경복궁 강녕전에 관한 일화에 오복에 대한 내용이 언급되었다.

강녕전(康寧殿)에 대하여 말씀드리면, 서경(書經) 홍범구주(洪範九疇)의 오복(五福) 중에 셋째가 강녕(康寧)입니다. 대체로 임금이 마음을 바루고 덕을 닦아서 황극(皇極)을 세우게 되면, 능히 오복을 향유할 수 있으니, 강녕이란 것은 오복 중의 하나이며 그 중간을 들어서 그 남은 것을 다 차지하려는 것입니다. 그러나 이른바 마음을 바루고 덕을 닦는다는 것은 여러 사람들이 함께 보는 곳에 있는 것이며, 역시 애써야 되는 것입니다. 한가하고 편안하게 혼자 거처할 때에는 너무 안일(安逸)한 데에 지나쳐, 경계하는 마음이 번번이 게으른 데에 이를 것입니다. 마음이 바르지 못한 바가 있고 덕이 닦이지 못한 바가 있으면, 황극이 세워지지 않고 오복이 이지러질 것입니다. 옛날 위(魏)나라 무공(武公)이 스스로 경계한 시(詩)에,
| “ | 너의 벗한 군자를 보니 너의 얼굴을 부드럽게 한다. 잘못이 있어도 멀리 하지 아니하고 너의 방에 함께 있으니, 방 한구석에서도 부끄러움이 없다. | ” |

라고 했습니다. 무공의 경계하고 근신함이 이러하므로 90을 넘어 향수했으니, 그 황극을 세우고 오복을 누린 것의 밝은 징험이옵니다. 대체로 공부를 쌓는 것은 원래가 한가하고 아무도 없는 혼자 있는 데에서 시작되는 것입니다. 원컨대 전하께서는 무공의 시를 본받아 안일한 것을 경계하며 공경하고 두려워하는 마음을 두어서 황극의 복을 누리시면, 성자신손(聖子神孫)이 계승되어 천만대를 전하리이다. 그래서 연침(燕寢)을 강녕전이라 했습니다.— 정도전, 《삼봉집》기09 경복궁,
또는 《태조실록》태조 3년 10월 7일

## 각각의 의미
1. 수: 오래 사는 것을 의미한다.
2. 부: 부유하게 사는 것을 의미한다.
3. 강녕: 건강하게 사는 것을 의미한다.
4. 유호덕: 덕을 좋아하고 베푸는 것을 의미한다.
5. 고종명: 깨끗한 죽음을 맞이하는 것을 의미한다.